# Ctesibius (cráter)

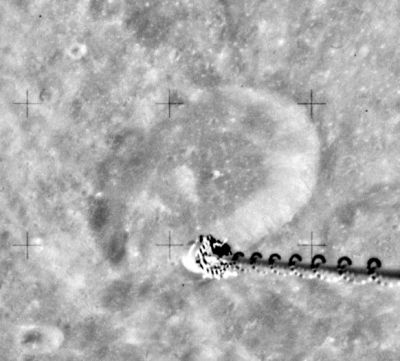
Fotografía de la misión Apolo 16

Ctesibius es un pequeño cráter de impacto que se encuentra cerca del ecuador, en la cara oculta de la Luna, situado entre el cráter de mayor tamaño Abul Wáfa hacia el oeste y el cráter ligeramente más pequeño Heron hacia el este.
La pared exterior de Ctesibius es amplia y de bordes afilados, con poca erosión. Un canto bajo aparece al borde sur, y se curva hacia el sur-sureste. La plataforma central interior es relativamente plana, presenta una cresta baja. Rastros débiles de un sistema de marcas radiales del cráter Necho (situado al sureste) aparecen en el fondo y en el borde occidental .